# Jestřebské slatiny
Jestřebské slatiny jsou národní přírodní památka v okrese Česká Lípa v Libereckém kraji, vyhlášená Ministerstvem životního prostředí dne 1. července 2012. Jedná se o komplex slatinných biotopů včetně rašelinových borů v nivě Robečského potoka. Národní přírodní památka, která se rozkládá na katastrálním území Doksy u Máchova jezera a Jestřebí u České Lípy, je v péči AOPK ČR, regionální pracoviště Správa Chráněné krajinné oblasti Kokořínsko – Máchův kraj.

## Historie
Před vyhlášením bylo, po protestech zdejších obyvatel obávajících se znehodnocení jejich nemovitostí vyšší hladinou podzemní vody, nutno vyčistit koryto Robečského potoka.
V květnu 2010 Ministerstvo životního prostředí publikovalo záměr, dne 10. května 2012 vydalo vyhlášku (sbírka 158/2012, částka 56/2012), v níž je zakotveno datum platnosti na 1. červenec 2012.

## Popis chráněného území

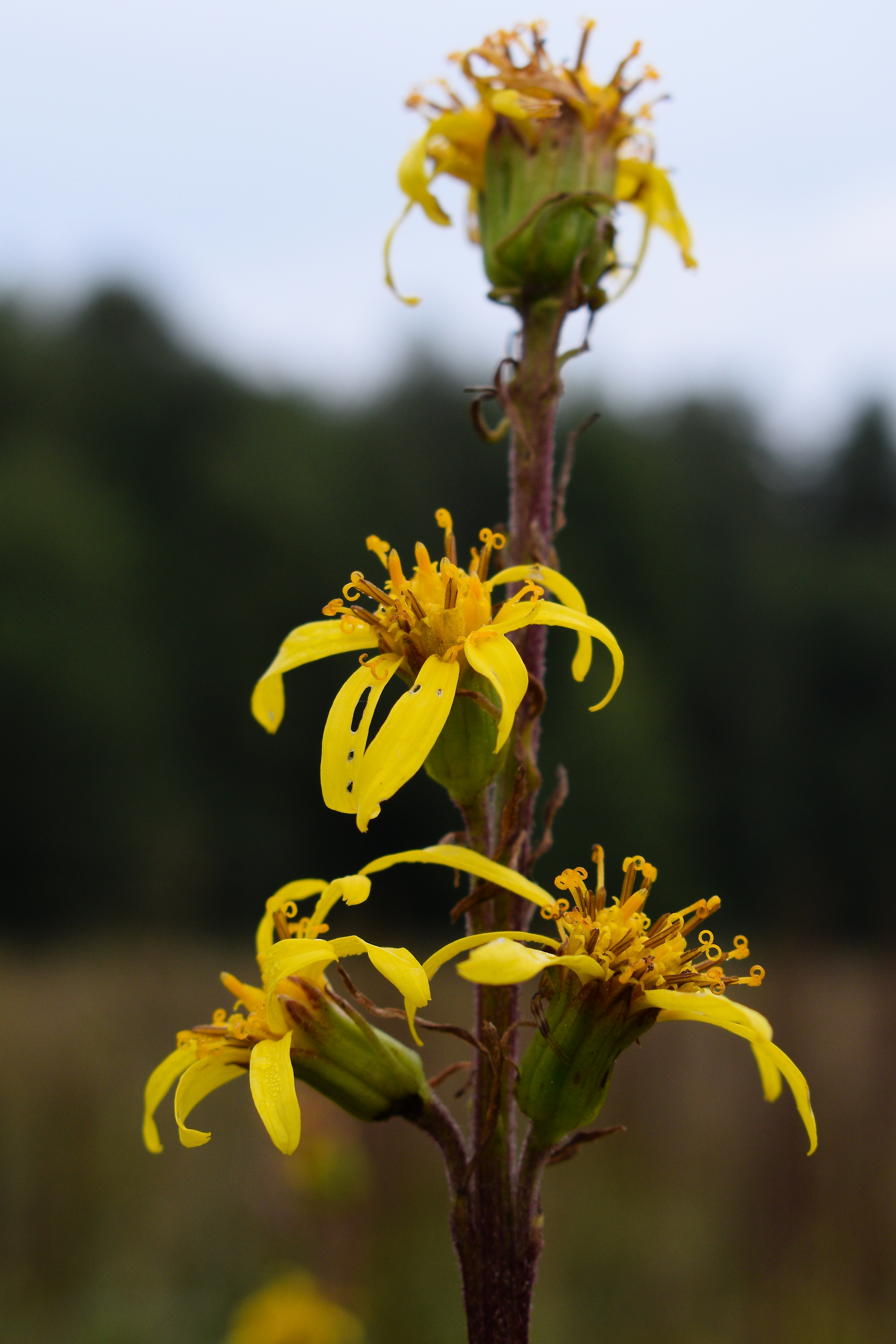
Kvetoucí popelivka sibiřská na Jestřebských slatinách

V jihovýchodní části Českolipska leží Evropská významná lokalita Jestřebsko – Dokesko a zároveň chráněná Ptačí oblast Českolipsko – Dokeské pískovce a mokřady. Hlavním vodním tokem je zde Robečský potok. Centrální částí národní přírodní památky je okolí Konvalinkového vrchu, Slunečního dvora, Shnilé louky a bývalý Baronský rybník. 
Plocha národní přírodní památky je 114,3 hektarů. Navazuje na ni vyhlášené ochranné pásmo s rozlohou 34,57 hektarů. Zahrnuje území přírodních památek Konvalinkový vrch a Slunečný dvůr, které byly vyhlášením Jestřábských slatin zrušeny.

## Flóra a fauna
Jsou zde zachovány vzácné a ohrožené druhy rostlin, jako je hlízovec Loeselův (Liparis loeselii). prstnatec český (Dactylorhiza bohemica), tučnice obecná česká (Pinguicula bohemica), prstnatec plamatý (Dactylorhiza maculata) a prstnatec český (Dactylorhiza bohemica), kohátka kalíškatá (Tofieldia calyculata), dále kosatec sibiřský (Iris sibirica), česnek hranatý (Allium angulosum), ostřice lemovaná (Carex hostiana), popelivka sibiřská (Ligularia sibirica) nebo tolije bahenní (Parnassia palustris). Roste zde ve velkém rozsahu vrba plazivá (Salix repens) a mnohá další rostlinná společenstva, zasluhující ochranu.

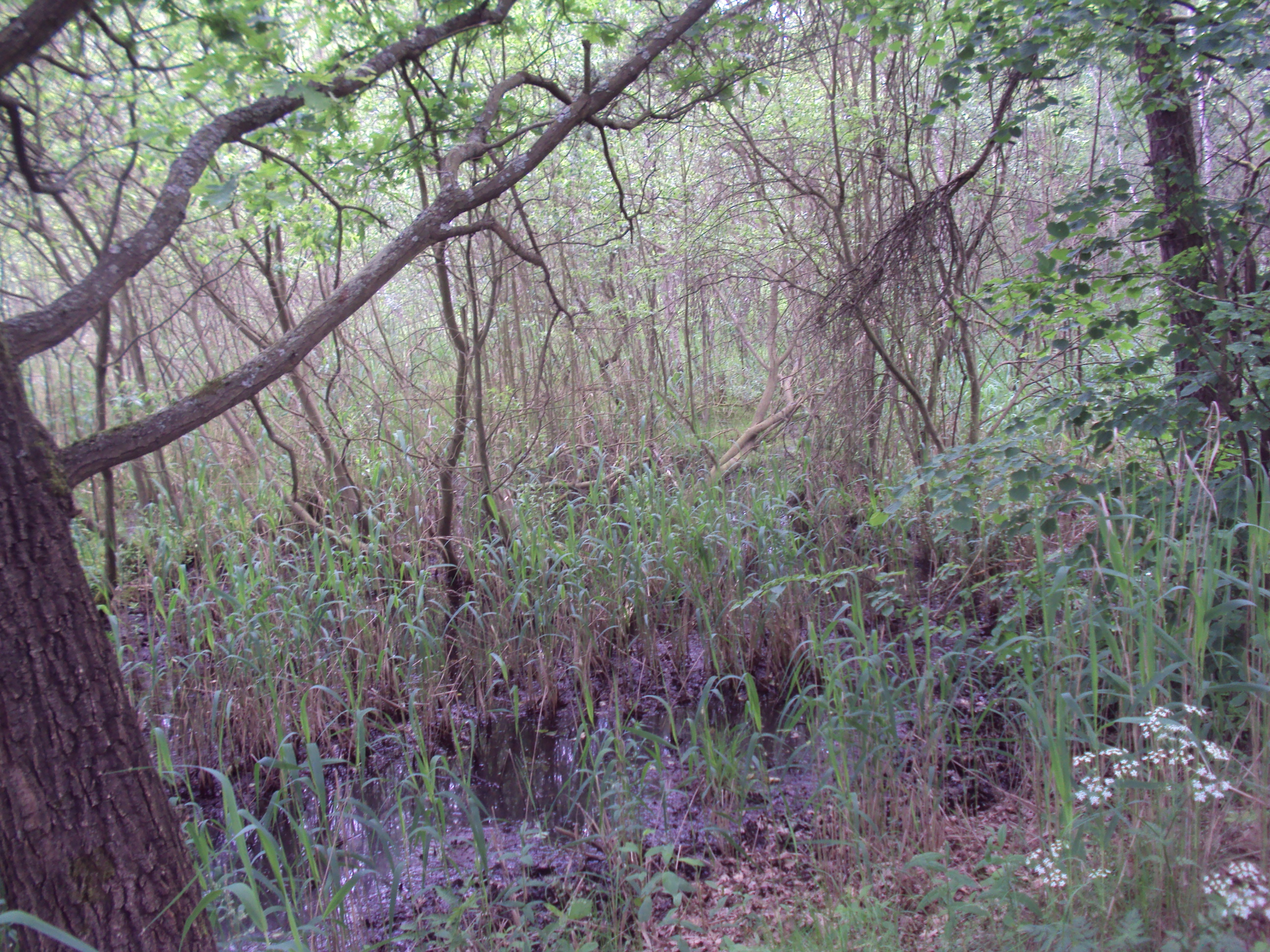
Zamokřená část Jestřebských slatin

Unikátním druhem je zmíněná tučnice česká.Tato masožravá trvalka, která se nevyskytuje nikde jinde ve světě, roste jen na jednom místě v České republice. Při průzkumu, provedeném v roce 2024, botanici nalezli na tzv. Shnilých loukách na 700 exemplářů této kriticky ohrožené rostliny.
Na loukách se vyskytují motýli modrásek očkovaný (Phengaris teleius) a modrásek bahenní (Phengaris nausithous). Žije zde také mj. užovka obojková (Natrix natrix), zmije obecná (Vipera berus) a skokan skřehotavý (Pelophylax ridibundus).